# Lifetime (Three Days Grace)
Lifetime è un singolo del gruppo rock canadese Three Days Grace, pubblicato l'11 aprile 2022 da RCA Records come secondo estratto dall'album Explosions.

## Composizione e pubblicazione
Il brano è stato scritto e composto dai membri del gruppo e da Ted Bruner. Secondo i membri della band il testo affronta il tema della perdita di una persona cara e la capacità dell'uomo di continuare a "andare avanti e mettere un piede davanti all'altro". L'ispirazione è stata data dalla vicenda della cittadina di Mayfield, in Kentucky, devastata da un tornado nella notte del 10 dicembre 2021; il chitarrista del gruppo, Barry Stock, abitando nei pressi della cittadina conosceva sia la zona che gli abitanti colpiti. Una parte degli incassi (1 dollaro per ogni biglietto venduto)

## Video musicale
Il video musicale del brano è stato girato a Mayfield e diretto da Jon Vulpine. Esso si apre con un resoconto radiofonico che riassume i danni del tornado, con 730 strutture distrutte e almeno 847 famiglie di sfollati ponendo l'attenzione sull'operato dei volontari al lavoro per le operazioni di soccorso, e riprese aree della città; successivamente, con l'inizio del brano, si vede il cantante del gruppo, Matt Walst, camminare tra le macerie. Il video si chiude mostrando le attività dei volontari e la schermata finale contiene i link per donare somme di denaro per la ricostruzione della città e della scuola.

## Tracce
Testi e musiche di Three Days Grace e Ted Bruner.
1. Lifetime – 2:56